# Oksbøl Kaserne
Oksbøl Kaserne er en dansk militærlejr oprettet i 1929 med navnet Oksbøllejren , opkaldt efter den nærliggende by Oksbøl. Oksbøllejren skiftede 1. januar 2019 navn til Oksbøl Kaserne.
I slutningen af 2.verdenskrig strømmede civile, og tyske soldater i civilt tøj som tyske flygtninge mod vest, og dermed mod Danmark. De blev anbragt i forskellige flygtningelejre, deriblandt Flygtningelejren i Oksbøl.
I Oksbøl findes på Præstegårdsvej en gravlund for tyske flygtninge der døde i lejren. 
I tilknytning til lejren ligger det 6.500 ha store Oksbøl Skyde- og Øvelsesterræn, der er det største af sin art i Danmark. Lejren er vært for store militærøvelser, der dog primært udføres af Hæren.
Oksbøllejren huser i dag:
| - Hærens Kampskole - Lokalstøttecenter Vestjylland - Lokalstøttelement Oksbøl - Skydesikkerhed Oksbøl - Byggestøtteelement Sydjylland og Fyn - 1. Artilleriafdeling | - Drivmiddelsektionen - Infirmeriet - Udleverende Depot Oksbøl - Værkstedsområde Oksbøl - Artillerisektionen |

Desuden har man en aftale med Region Syddanmark om, at lejrens ambulance, der bemandes af en læge og to sygepassere, rykker ud sammen med den lokale Falck-ambulance til alvorlige sygdomstilfælde eller tilskadekomster.
Oksbøllejren har siden 2003 været skueplads for 4 alvorlige ulykker med i alt 3 dræbte , den seneste 11. juni 2010 hvor to soldater blev dræbt. 

## Oksbøllejrens historie
1929 oprettede hæren en artilleri-øvelsesplads på Kallesmærsk Hede  mellem Blåvand og Vejers ved Jyllands vestkyst. Her var det mulig at øve i at skyde med skarpe skud. Soldaterne boede mens de øvede sig i skydning i telte nordvest for  Oksbøl. Efterhånden blev anlægget en af Danmarks største militære øvelsespladser.
Da Danmark i april 1940 blev overfaldet af tropper fra den tyske værnemagt og  blev besat, opnåede øvelsespladsen hurtig besætternes interesse. Lejren blev nu uddannelseslejr for tyske soldater under navnet ”Truppenübungsplatz Oxböl” og blev overvejende brugt til uddannelse af østfrontssoldater.  I 1941 udvidede den tyske værnemagt lejren kraftigt med den såkaldte Nordlejr, der blev lagt til den allerede eksisterende Sydlejr og der opstod en stor værnemagtlejr med  en komplet infrastruktur, med sygestuer, forvaltning, køkken, forplejningsafdeling, kaserne, hestestalde og meget andet. Kun få af bygningerne blev opført af sten, den største del bestod af træbarakker. Mange værnemagtsoldater havde her nu deres øvelsespladsophold: artilleri, infanteri, pansertropper og andet. Her blev der også opstillet troppeafdelinger til felttoget mod Sovjetunionen. Lejren kunne rumme en hel  division (ca. 12.000 soldater). Som den øvrige del Vesterhavskysten blev lejren indhegnet, danskere havde kun adgang som civilarbejdere (køkken, værksteder). Den tyske militærlejr havde cirka 200 barakker og en kapacitet på 15.000 mand samt plads til 3.600 heste. I slutningen af krigen blev tropperne efterhånden sendt til værnemagtens fronter. 
I begyndelsen af 1945 begyndte en stor del af befolkningen fra de tyske østområder at flygte til den vestlige del af Tyskland på grund af den fremrykkede sovjetiske Røde Hær. Med de tyske myndigheders evakueringsplan Operation Hannibal kom 2,5 millioner flygtninge fra Østpreussen og Vestpreussen til den nordvestlige del af Tyskland. Den 4. februar 1945 befalede Adolf Hitler, at det besatte Danmark også skulle modtage flygtningene. Efter værnemagtens delkapitulation ved Lüneburg, overtog den danske stat den 5. maj 1945 lejren.
Af de op til 250.000 tyske flygtninge som boede i Danmark levede over 30.000 mennesker i den indhegnede baraklejr Flygtningelejren i Oksbøl . Det igen suveræne Danmark forlangte at flygtningene omgående skulle sendes tilbage til Tyskland, men mødte modstand fra den britiske besættelseszone i det nordvestlige Tyskland. Først 1947/1948 lykkedes det den danske regering efter flere forhandlinger, at de fire allierede skulle modtage bestemte kontingenter af flygtningene i deres zoner. I februar 1949 tog Koldings borgmester Søren M. Jensen på Kolding Station afsked med de sidste tyske flygtninge.
Da de sidste beboere forlod lejren i 1949, havde indenrigsministeren og boligministeren bestemt, at lejren skulle ryddes helt og genstandene derfra sælges, hvorpå man ville genskabe Aal Plantage, som var blevet ryddet, da lejren skulle bygges. Lejrområdet kom til at indgå i en militærnægterlejr, hvor militærnægterne i løbet af de næste ti år arbejdede med at nedbryde det meste af flygtningelejren samt genetablere plantagen. Kun lazaretbygningen og en kostforplejningsbygning overlevede nedbrydningen af lejren.
I 1959 overtog Hæren området, og året efter blev den sydlige del af lejren hjemsted for kampvognsskolen. Hæren rømmede den nordlige del i 1982; det var her de overlevende bygninger stod.  1983 blev det tidligere flygtningesygehus ombygget til vandrerhjem. Fra 2018 står bygningerne tomme, men Vardemuseerne arbejder på at rejse penge til at anlægge et flygtningemuseum på stedet.